# Église de Lourdoueix-Saint-Michel
L'église de Lourdoueix-Saint-Michel est une église catholique française. Elle est située sur le territoire de la commune de Lourdoueix-Saint-Michel, au sud du département de l'Indre, en région Centre-Val de Loire.

## Situation
Elle est située dans la région naturelle du Boischaut Sud. L'église dépend de l'archidiocèse de Bourges, du doyenné du Boischaut Sud et de la paroisse d'Aigurande.

## Histoire
L'église fut construite au XVe siècle, et plus exactement en 1445.
L'édifice est classé le 29 janvier 1912 et inscrit le 9 juin 1932, au titre des monuments historiques.